# 連拿度·維加
連拿度·帕爾馬·維加（葡萄牙語：Renato Palma Veiga；2003年7月29日—）是一名葡萄牙職業足球員，現時效力英超球會車路士及葡萄牙國家足球隊。

## 球會生涯

### 早年生涯
維加出生於葡萄牙首都里斯本，並於2010年在士砵亭的青訓學院開始足球生涯，他亦曾效力皇家體育會的青訓學院。
2023年1月，維加被外借到德甲球會奥格斯堡，外借為期一年，並設有買斷條款。同年2月11日，他在對陣緬恩斯的3–1敗仗中上演德甲地標戰。緬恩斯在8月宣布提早半年終止維加的外借合約。

### 巴素利
2023年8月28日，維加轉投瑞士超球會巴素利，合約為期四年，轉會費據報為460萬歐元，士砵亭保留10%的轉售分紅。同年9月3日，維加在對陣蘇黎世的聯賽比賽中上演地標戰，並在比賽中射入罰球，協助球隊以2–2賽和對手，並獲賽會選為該賽週最佳球員。

### 車路士
2024年7月12日，英超球會車路士宣布簽入維加，轉會費據報為1400萬歐元，他簽下一紙為期七年的合約，另設續約一年的選項。同年8月18日，他在對陣曼城的英超揭幕戰中後備上陣，完成地標戰。球隊最終以2–0落敗。10月3日，他在對陣真特的歐洲協會聯賽聯賽階段賽事中首次為球隊入球，協助車路士以4–2擊敗對手。

## 國家隊生涯
維加曾效力葡萄牙各級青年國家隊。2023年9月8日，維加在對陣安道爾U21的2025年U21歐洲國家盃外圍賽比賽中首次為葡萄牙U21上陣，協助球隊以3–0勝出。
2024年9月，維加首次獲葡萄牙國家隊徵召，參與對陣克羅地亞和蘇格蘭的歐洲國家聯賽賽事。同年10月13日，他在作客波蘭的比賽中上演國家隊地標戰，協助球隊以3–1勝出。

## 個人生活
維加的父親亦是一名職業足球員，他曾為佛得角國家隊上陣。

## 生涯統計

### 球會
最後更新：2024年5月18日
| 效力球會         | 球季     | 聯賽     | 聯賽 | 聯賽 | 國家盃賽 | 國家盃賽 | 聯賽盃賽 | 聯賽盃賽 | 洲際賽事 | 洲際賽事 | 其他 | 其他 | 總計 | 總計 |
| 效力球會         | 球季     | 聯賽     | 上陣 | 入球 | 上陣     | 入球     | 上陣     | 入球     | 上陣     | 入球     | 上陣 | 入球 | 上陣 | 入球 |
| ---------------- | -------- | -------- | ---- | ---- | -------- | -------- | -------- | -------- | -------- | -------- | ---- | ---- | ---- | ---- |
| 士砵亭B隊        | 2021–22  | 葡乙     | 16   | 1    | —        | —        | —        | —        | —        | —        | —    | —    | 16   | 1    |
| 士砵亭B隊        | 2022–23  | 葡乙     | 15   | 3    | —        | —        | —        | —        | —        | —        | —    | —    | 15   | 3    |
| 士砵亭B隊        | 總計     | 總計     | 31   | 4    | —        | —        | —        | —        | —        | —        | —    | —    | 31   | 4    |
| 奥格斯堡（外借） | 2022–23  | 德甲     | 13   | 0    | 0        | 0        | —        | —        | —        | —        | —    | —    | 13   | 0    |
| 巴素利           | 2023–24  | 瑞士超   | 23   | 2    | 3        | 0        | —        | —        | 0        | 0        | —    | —    | 26   | 2    |
| 車路士           | 2024–25  | 英超     | 7    | 0    | 1        | 0        | 2        | 0        | 8        | 2        | 0    | 0    | 18   | 2    |
| 祖雲達斯（外借） | 2024–25  | 意甲     | 13   | 0    | 0        | 0        | —        | —        | 2        | 0        | 0    | 0    | 15   | 0    |
| 生涯總計         | 生涯總計 | 生涯總計 | 87   | 6    | 4        | 0        | 2        | 0        | 10       | 2        | 0    | 0    | 103  | 8    |

1. ↑  於歐協聯賽事上陣。
2. ↑  於歐冠賽事上陣。

### 國家隊
最後更新：2025年6月8日
| 代表國家隊 | 年份 | 上陣 | 入球 |
| ---------- | ---- | ---- | ---- |
| 葡萄牙     | 2024 | 3    | 0    |
| 葡萄牙     | 2025 | 2    | 0    |
| 總計       | 總計 | 5    | 0    |

## 榮譽

### 球會
車路士
- 欧足联协会联赛：2024–25[23]

### 國家隊
葡萄牙
- 歐洲足協國家聯賽：2024–25[24]

## 外部連結
- Soccerway資料庫：連拿度·維加
- worldfootball.net：連拿度·維加之統計數據 （英文）